# Heidentor (Egesheim)

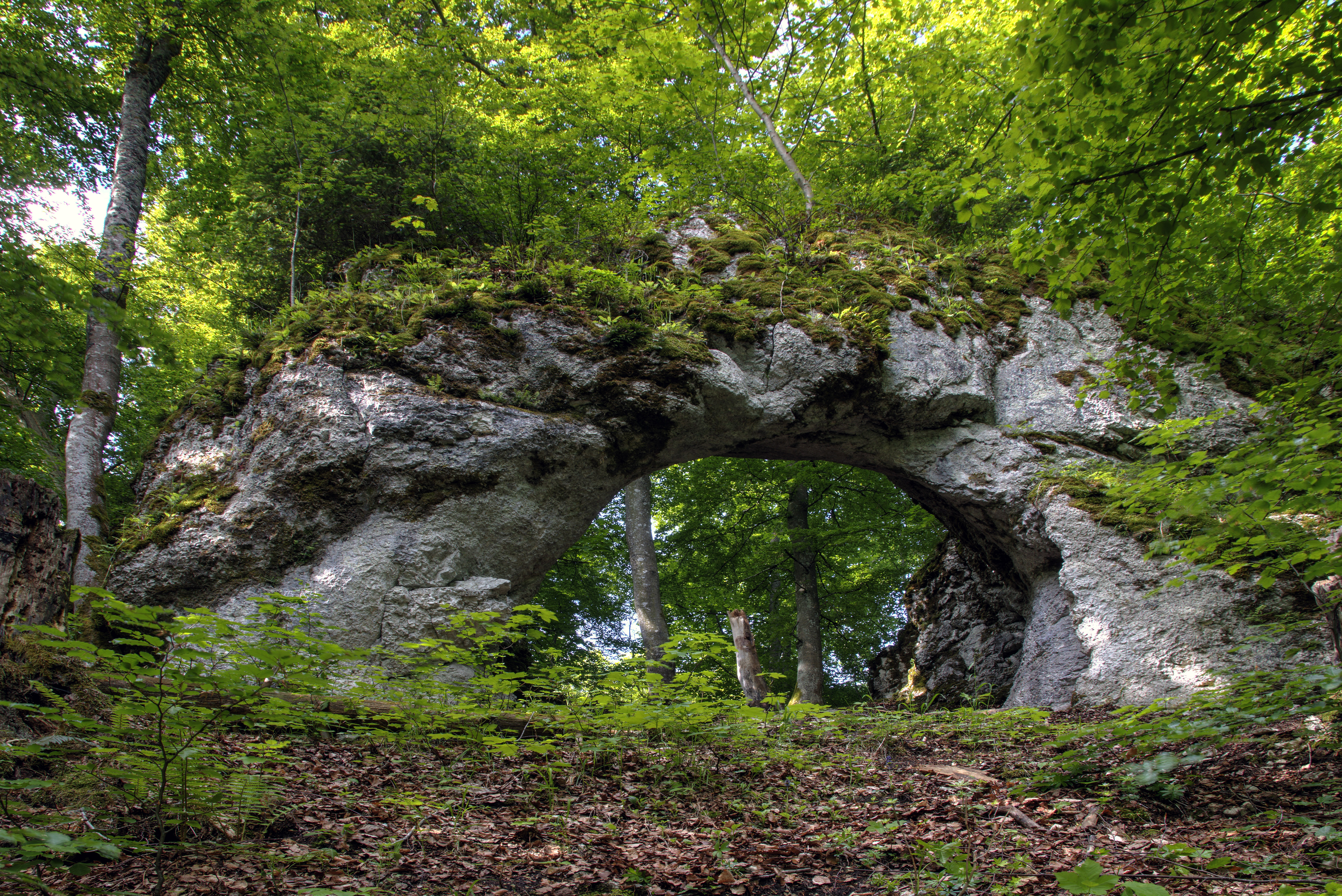
Heidentor fotografiert von der Talseite

Das Heidentor ist ein Felsbogen. Es liegt auf der Gemarkung von Egesheim nahe der Grenze zu Bubsheim und Reichenbach im Landkreis Tuttlingen in Baden-Württemberg auf dem Bergrücken Oberburg in einer Höhe von etwa 925 m ü. NHN. Am Heidentor befand sich eine bedeutende frühkeltische Kultstätte, die in den 1990er Jahren durch Raubgrabungen bekannt und in nachfolgenden archäologischen Notgrabungen nachgewiesen wurde.

## Lage
Das Heidentor liegt am Rande des Landkreises Tuttlingen auf dem Heuberg.
Es befindet sich nahe der Gemarkungsgrenze zwischen Egesheim, Bubsheim und Reichenbach am Plateaurand des Bergrückens Oberburg in ca. 925 m ü. NHN. Es ist nur zu Fuß über einen steilen Pfad erreichbar.

## Beschreibung
Der Journalist Jürgen Mayer nennt als Jahreszahl für die älteste bekannte Beschreibung 1897. Die Ausmaße des Heidentores werden dort wie folgt angegeben: 20 Fuß hoch, 15 Fuß breit.
Jedoch wird das Felstor als Heidenthor bereits wesentlich früher in der Literatur erwähnt, so zum Beispiel im Werk Volksthümliches aus Schwaben von 1861.
Weitgehend übereinstimmende Beschreibungen geben die Höhe bzw. die Öffnungshöhe des Heidentores mit 6 Meter, die Öffnungsbreite mit 4 Meter an.
Am Heidentor soll nach Angaben aus dem 19. Jahrhundert eine seit langem versiegte Quelle entsprungen sein. In der Nähe befindet sich außerdem das sogenannte Millbrönnle, dessen Wasser als heilkräftig galt.
Diese Art Felsbogen sind nicht ungewöhnlich für die Gegend der Südwestalb, so finden sich noch weitere in der Nähe:
- Bei der Kolbinger Höhle[5]
- Im Fürstlichen Park Inzigkofen. Das dortige Felstor ist ein spätbronzezeitlicher Opferplatz[6]

Das Heidentor ist als Naturdenkmal und als Geotop geschützt.

## Archäologische Funde / Historische Bedeutung
Bereits seit längerem waren Keramikfunde von drei Stellen der Oberburg bekannt. Daher wird auf der Oberburg eine dünne Besiedlung aus einzelnen Gehöften während der Bronzezeit und frühen Urnenfelderzeit angenommen. Obwohl früher teilweise behauptet, lässt sich eine Befestigung des Plateaus durch einen Ringwall nicht erkennen. Auch die Existenz von Querwällen zum Bergrücken hin ist unsicher.
Anfang der 1990er Jahre wurden am Heidentor durch Raubgräber bedeutende archäologische Funde, Hinterlassenschaften der Kelten, aus der Späthallstatt- und Frühlatènezeit gemacht. Am Steilhang wurden 63 Fibeln und Fibelbruchstücke, 27 Ringe, 7 Tüllenspitzen, zwei Pfeilspitzen bzw. Pfeilbolzen, Bronzeknöpfe, Blechperlen, Bronzezwingen und verschiedene Bruch- und Einzelteile, des Weiteren verschiedener Frauenschmuck wie griechische Glasperlen, Haarnadeln, Ringchen und Gürtelschmuck. Die metallenen Schmuckstücke wurden unterhalb des Heidentors gefunden. Hinzu kommen unverbrannte Tierknochen und kleinteilig zerscherbte Tongefäße, zum Teil in Miniaturgröße, die man oberhalb des Felsentores bis zum Plateaurand nachweisen konnte. Daraus wurde die folgende Entwicklung des Opferbrauches rekonstruiert: Am Beginn des 6. Jahrhunderts vor Christus begannen Menschen mit gemeinschaftlichen Trank- und Speiseopfern, bei denen Gefäße rituell zerschlagen und die Überreste des rituellen gemeinsamen Mahls zurückgelassen wurden. Bald traten Sachopfer von einzelnen Personen zum Gemeinschaftsopfer hinzu. Die Fibeln könnten ursprünglich an Kleidungsstücken befestigt gewesen sein, die man wie in manchen griechischen Heiligtümern dort ablegte, um Heilung von Krankheiten zu erlangen.

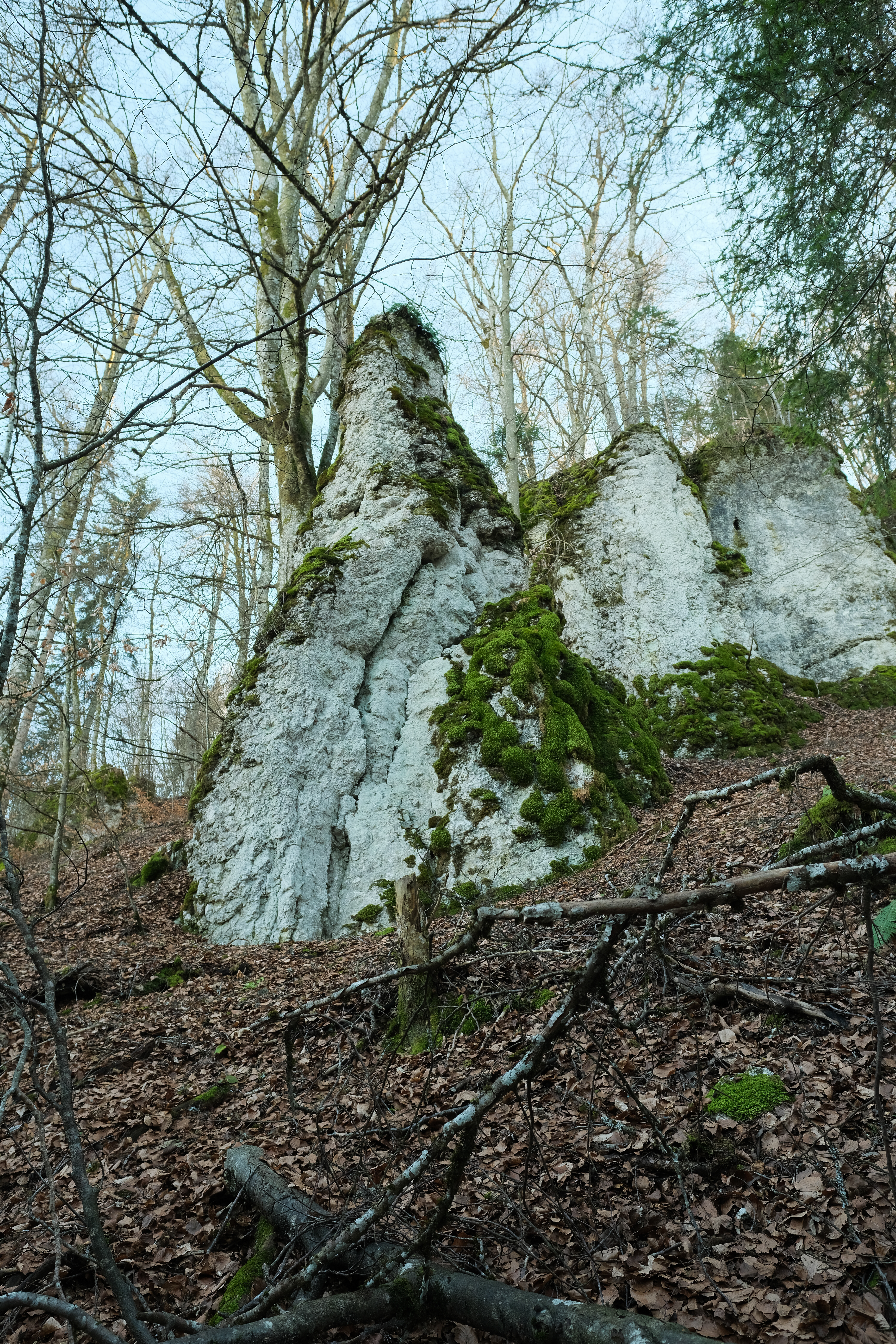
Nadelfelsen

Nördlich der Alpen gibt es nur zwei vergleichbare Fundorte aus dieser Zeit: Die Brodelquelle bei Bad Pyrmont und die Riesentherme bei Dux (Duchcov, Tschechien). An beiden Orten befinden sich Heilquellen. Insbesondere Bad Pyrmont ist heute als Kurort bekannt. Unter die Lochen  wird derzeit  ein Naturheilgtum erforscht.
Da aufgrund der Raubgrabung nur wenig über die Art und Lagerung der ersten Funde bekannt ist, lassen sich heute von den Archäologen nur wenige Rückschlüsse auf die tatsächlichen Vorgänge am Heidentor ziehen. So wird allgemein davon ausgegangen, dass es sich bei den Funden um Opfergaben insbesondere durch Frauen, vielleicht im Zusammenhang mit einem Fruchtbarkeitskult handelt. Möglicherweise wurden auch die phallusartigen Nadelfelsen in diesen Zusammenhang mit einbezogen.
Aufgrund der Funde kann aber davon ausgegangen werden, dass das Heidentor ein überregional bekanntes und bedeutsames Naturheiligtum der Kelten war. Es handelt sich um den ersten in Baden-Württemberg bekannt gewordenen Opferplatz aus frühkeltischer Zeit. Der Opferbrauch am Heidentor beginnt im 6. Jahrhundert vor Christus und dauert 400 Jahre lang an. Der jüngste Fund ist eine spätkeltische Münze vom Typ Regenbogenschüsselchen aus dem 3. Jahrhundert vor Christus.

## Archäologische Fundstellen in der Umgebung

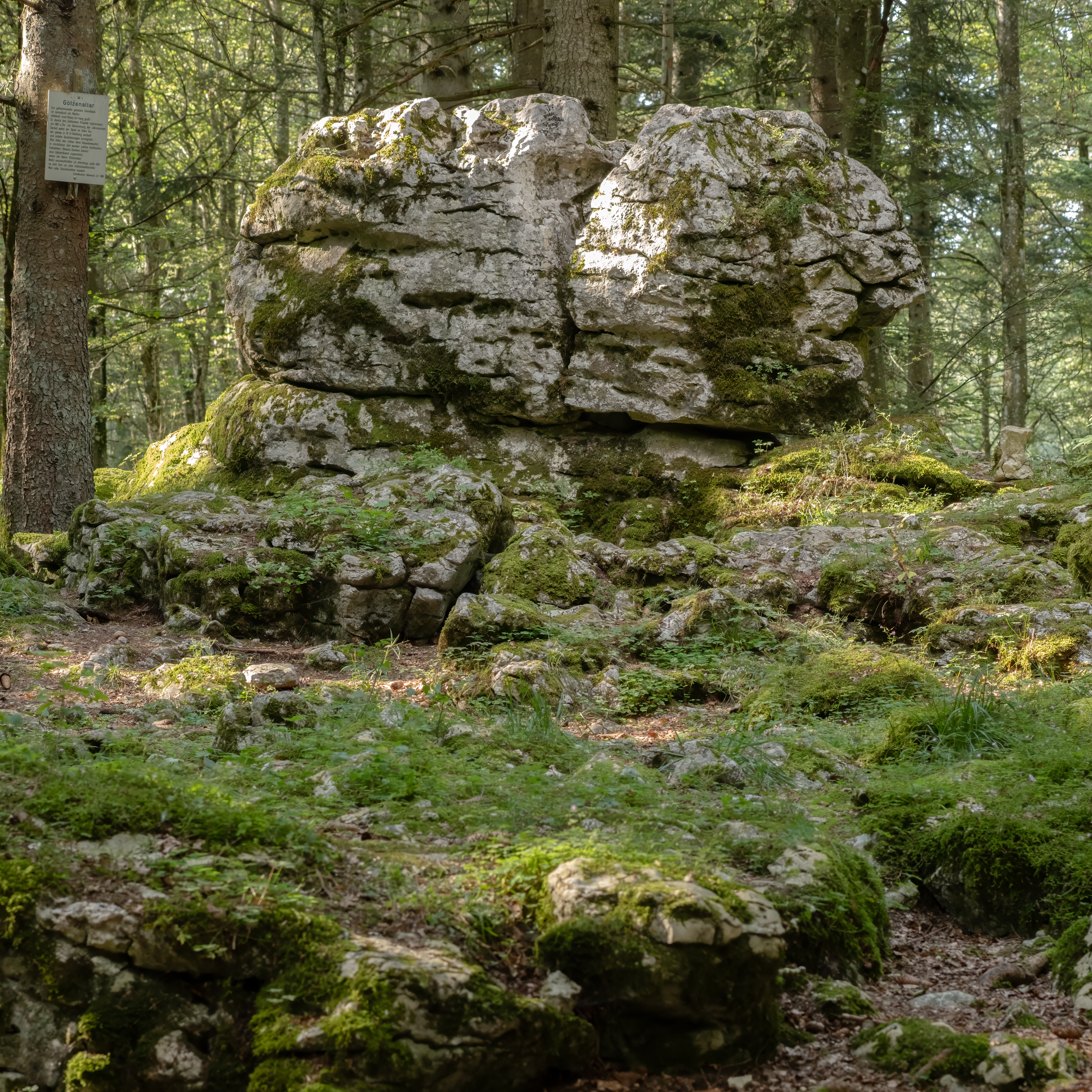
Götzenaltar

In der Beilsteinhöhle lagen Funde der Urnenfelderzeit. In der Umgebung von Egesheim sind bei Bubsheim, Böttingen und Königsheim vorgeschichtliche Grabhügel bekannt. Bei Nusplingen-Heidenstadt liegt eine spätkeltische Viereckschanze des 2. oder 1. Jahrhunderts vor Christus. Der so genannte Götzenaltar bei Königsheim ist ein natürlicher Felsen, bei dem Grabhügel unbekannten Alters angelegt worden sind und im Jahr 1939 bronze- oder hallstattzeitliche Scherben gefunden wurden.

## Raubgrabung
Mit der Raubgrabung am Heidentor beschäftigte sich vom 11. Oktober 2008 bis zum 8. Februar 2009 auch die Ausstellung „Raubgräber - Schatzgräber“ im Museum Biberach. In Zusammenarbeit mit dem Landesamt für Denkmalpflege und dem Landeskriminalamt Baden-Württemberg wurde unter anderem die Geschichte der Raubgrabung am Heidentor im Jahr 1990 aufbereitet. Der Weg der Fundstücke führte über einen Sammler in Düsseldorf an einen Händler aus Trier, der sie dann dem Württembergischen Landesmuseum in Stuttgart zum Kauf anbot. Später erhielt der Sammler eine Geldstrafe, der Händler wurde mangels Beweisen freigesprochen und die Funde wurden eingezogen. Über den oder die Raubgräber selbst ist bis heute nichts bekannt. Durch die Raubgrabungen wurde die geschichtliche Aussagekraft des Fundplatzes Heidentor weitgehend zerstört und so entstand für die archäologische Forschung auch ein erheblicher immaterieller Schaden. Darauf folgende archäologische Notgrabungen konnten die Herkunft der Funde vom Heidentor bestätigen, aber natürlich die Lage und Verteilung der Masse der Funde nicht mehr rekonstruieren. Zur Ausstellung erschien auch ein Begleitbuch.